# 아오키 료타 (1984년)
아오키 료타(일본어: 青木 良太, 1984년 8월 19일 ~ )는 일본의 전 축구 선수이다.

## 구단 경력
과거 감바 오사카, 제프 유나이티드 지바, 로아소 구마모토, 더스파구사쓰 군마에서 활동하였다.

## 국가대표팀 경력
그는 2001년 FIFA U-17 세계 축구 선수권 대회에 참가할 일본 U-17 국가대표팀에 발탁되었으며, 3경기에 출전했다.